# Río Caucayá
El río Caucayá (también conocido como Caucaya, Cauyacá o Cauyaca) es un curso de agua de Colombia, tributario del río Putumayo.
Sobre su desembocadura en el Putumayo se encuentra la cabecera municipal de Puerto Leguízamo.